# Чітово
Чі́тово (рос. Читово, марій. Чисола) — присілок у складі Сернурського району Марій Ел, Росія. Входить до складу Кукнурського сільського поселення.

## Населення
Населення — 382 особи (2010; 367 у 2002).
Національний склад (станом на 2002 рік):
- марі — 99 %